# Lilija Berzinska
Lilija Berzinska z domu Beļakova (ur. 18 grudnia 1978) – łotewska pisarka, poetka i ilustratorka, autorka książek dla dzieci i młodzieży, doktor nauk humanistycznych.

## Życiorys
Lilija Berzinska urodziła się 18 grudnia 1978 r. w Auce. W 2011 r. ukończyła studia teologiczne na Uniwersytecie Łotewskim w Rydze. Pracowała jako wykładowca na rodzimej uczelni, gdzie uzyskała tytuł doktora nauk humanistycznych, i na Rzeżyckiej Akademii Technicznej.  
W 2009 r. wydała pierwszą książkę dla dzieci Nezināmais zvērs, którą również sama zilustrowała. W 2015 r. opublikowała pierwszą powieść dla dorosłych Putnu osta. Przetłumaczyła kilka książek dla dorosłych i dzieci z języka angielskiego i rosyjskiego, m.in. Natashy Mostert, Dava Pilkeya, Erin Hunter i Frances Hardinge. W 2019 r. otrzymała nagrodę LALIGABA - Łotewską Literacką Nagrodę Roku, w kategorii najlepsze dzieło literackie dla dzieci w języku łotewskim, za książkę Skeleton skapī.

## Życie prywatne
Lilija jest żoną pisarza, Ralfsa Berzinskisa. 

## Wybrane działa
- Nezināmais zvērs, 2009
- Ziloņu dārzs, 2012
- Pļavas pasakas, 2014
- Putnu osta, 2015
- Lamzaks meklē Lamzaku, 2016
- Pasaules centrs, 2017
- Meža pasaka, 2018
- Skelets skapī, 2018
- Vislielākais gardums pasaulē, 2018